# ديفيد جونسون (رسام)
ديفيد جونسون (بالإنجليزية: David Johnson)‏ هو رسام أمريكي، ولد في 10 مايو 1827 في نيويورك في الولايات المتحدة، وتوفي في 30 يناير 1908 في والدن في الولايات المتحدة.

## معرض صور

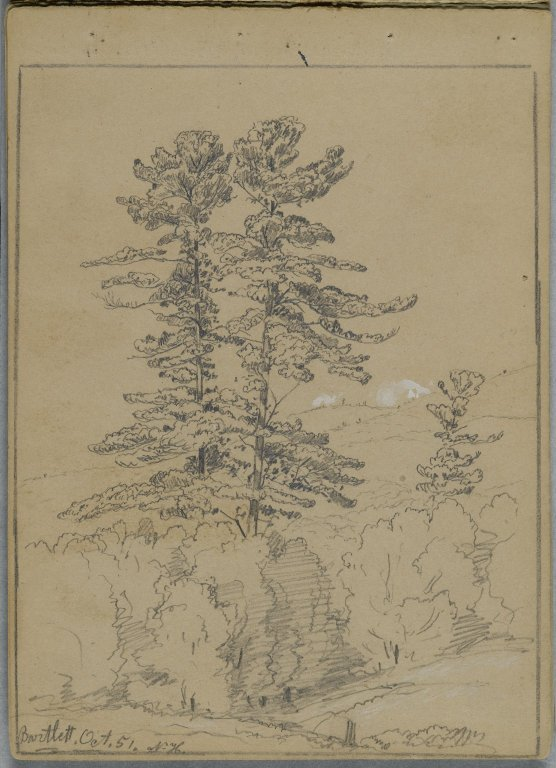
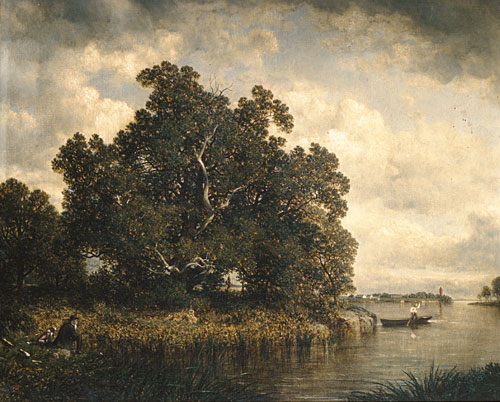
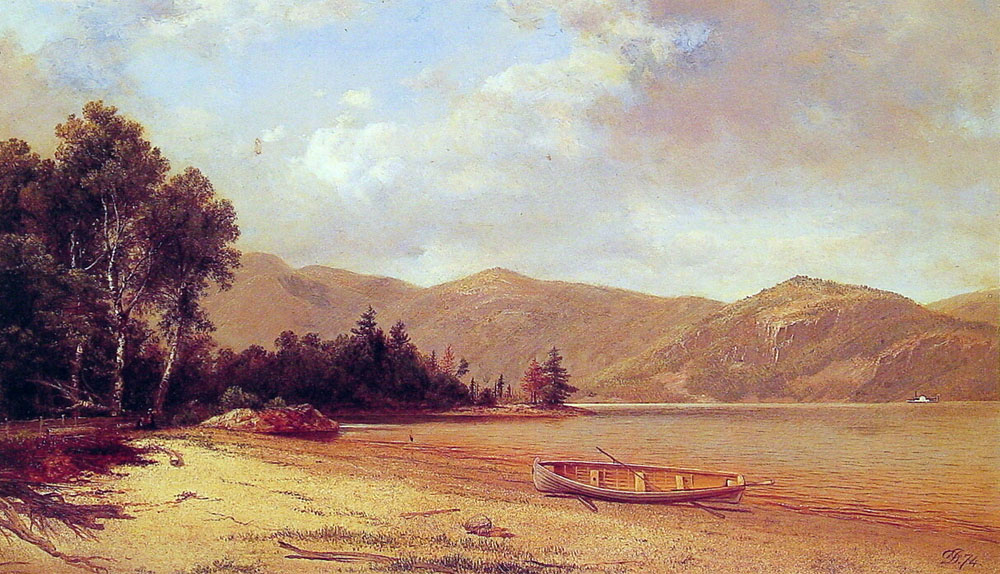
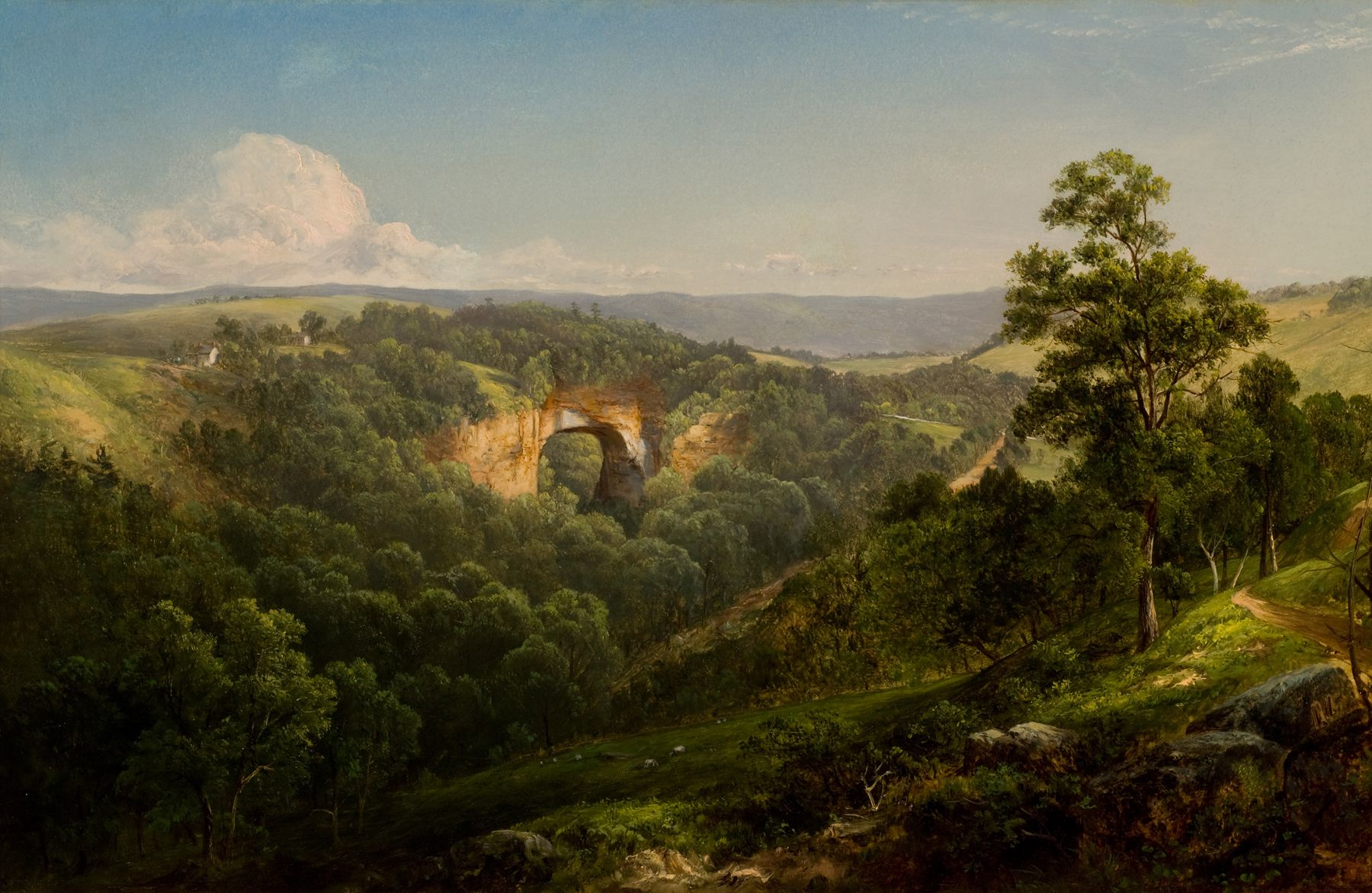